# Loris Campana
Loris Campana (né le 3 août 1926 à Marcaria - mort le 3 septembre 2015 à Mantoue) est un coureur cycliste italien. Lors des Jeux olympiques de 1952 à Helsinki, il a remporté la médaille d'or de la poursuite par équipes avec Guido Messina, Mino De Rossi et Marino Morettini.

## Palmarès sur piste

### Jeux olympiques
- Helsinki 1952
  -  Champion olympique de la poursuite par équipes (avec Guido Messina, Mino De Rossi, Marino Morettini)

### Championnats du monde
- Paris 1952
  -  Médaillé de bronze de la poursuite individuelle amateurs
- Zurich 1953
  -  Médaillé d'argent de la poursuite individuelle amateurs

### Championnats nationaux
- Champion d'Italie de poursuite amateurs en 1955
- Champion d'Italie de poursuite par équipes amateurs en 1955 (avec Addo Kazianka, Armando Pellegrini et Virginio Pizzali (it))

## Palmarès sur route
- 1956
  - 2e de Vicence-Bionde